# Glipa kurosawai
Glipa kurosawai là một loài bọ cánh cứng trong họ Mordellidae. Loài này được Takakuwa miêu tả khoa học năm 1985.